# Nimrud-lens

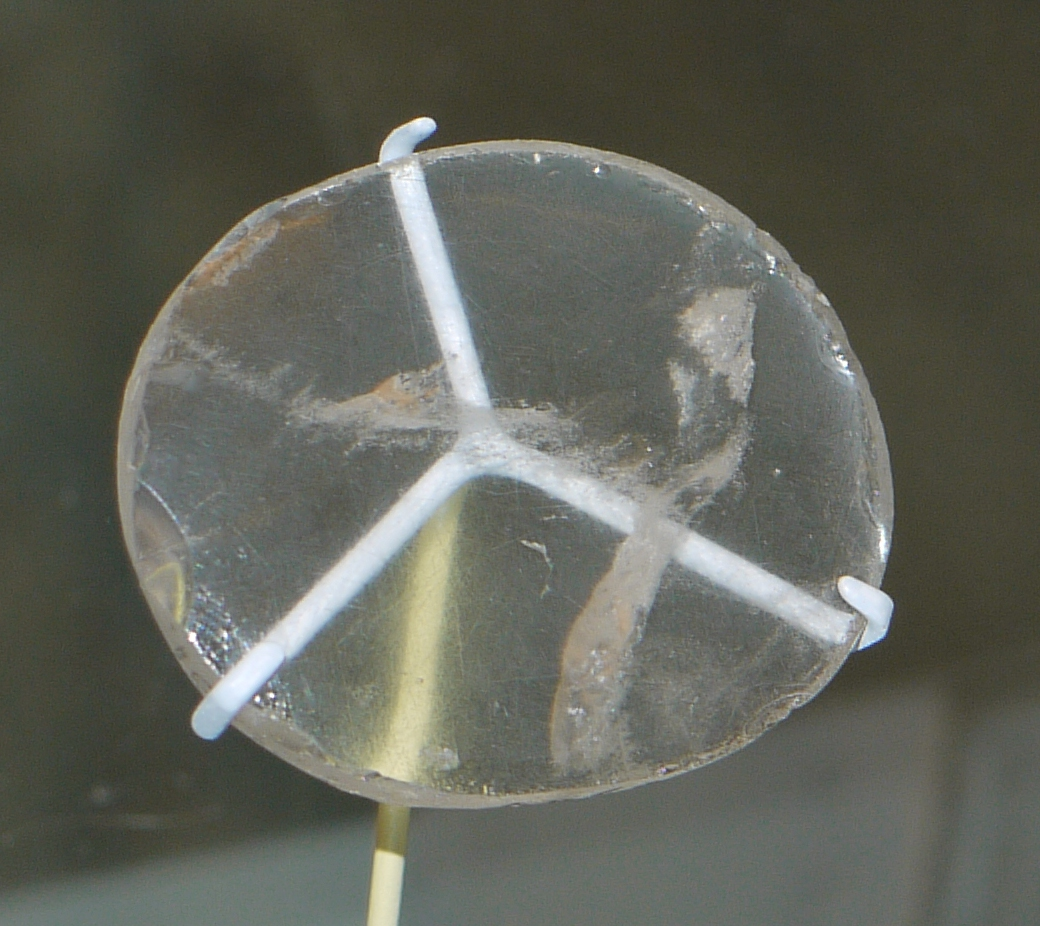
Nimrud-lens in het British Museum

De Nimrud-lens is een 3000 jaar oud stuk kwarts met een diameter van rond 38mm. Het werd gevonden door Austen Henry Layard bij het Assyrische paleis van Nimrud.
Het voorwerp werd misschien als vergrootglas gebruikt of als vuurstarter door zonnestralen te concentreren.
De Italiaanse wetenschapper Giovanni Pettinato van de universiteit van Rome heeft voorgesteld dat het wellicht een onderdeel van een telescoop kon zijn. Dat zou verklaren waarom de Assyriërs zoveel kennis hadden van de sterren. Experts vinden dit echter niet waarschijnlijk omdat de lens kwalitatief niet goed genoeg is om van veel nut te zijn. 
Dit voorwerp is te bezichtigen in het British Museum.